# Georges Chedanne
Georges Chedanne, född 23 september 1861, död 30 december 1940, var en fransk arkitekt utbildad vid École des Beaux-Arts i Paris. Hans mest kända verk är Galeries Lafayette i Paris. Som statsarkitekt under den tredje republiken planerade han flera franska ambassader, bland annat Frankrikes ambassad i Wien.

## Bilder

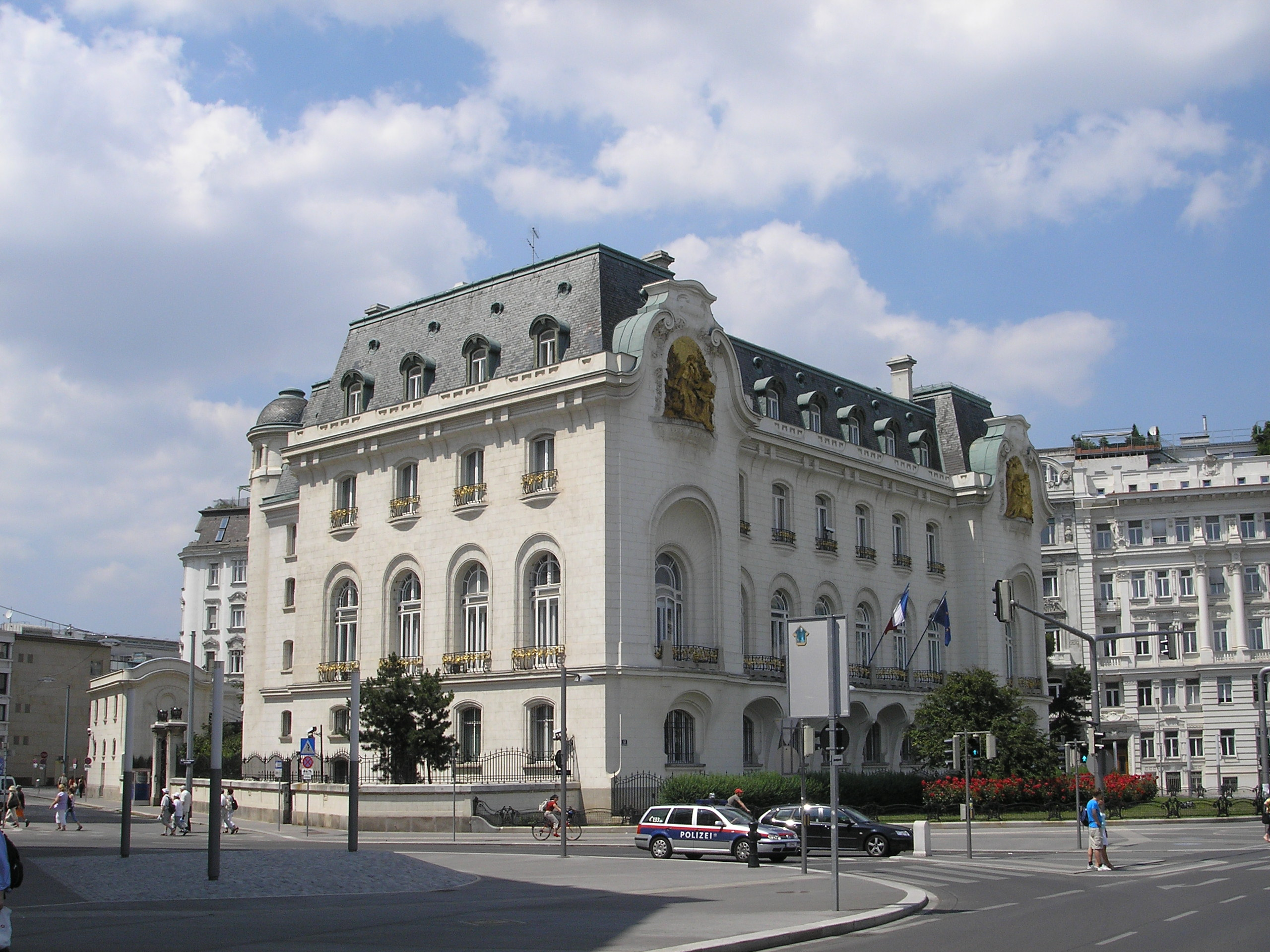
Frankrikes ambassad i Wien
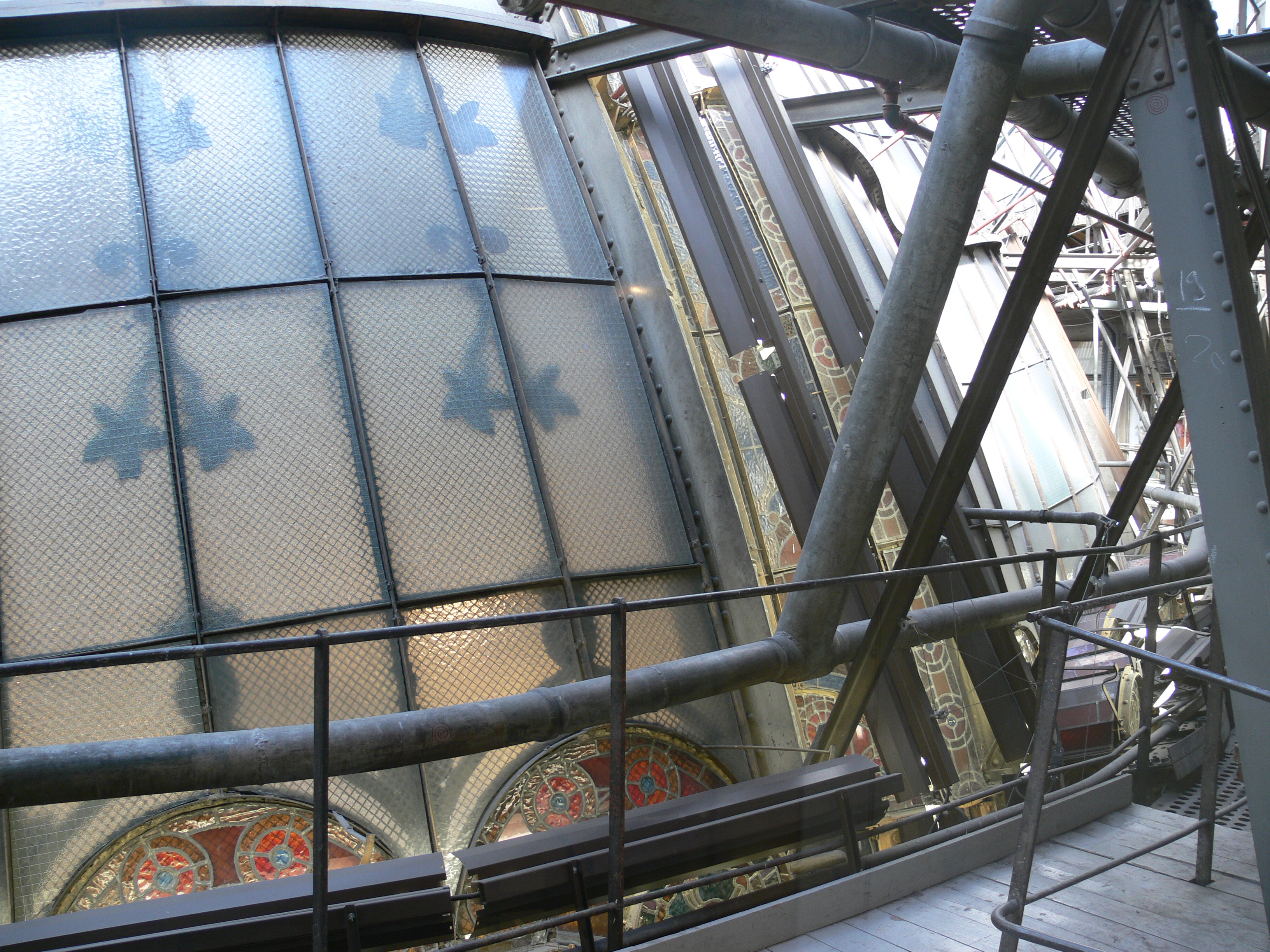
Galeries Lafayette
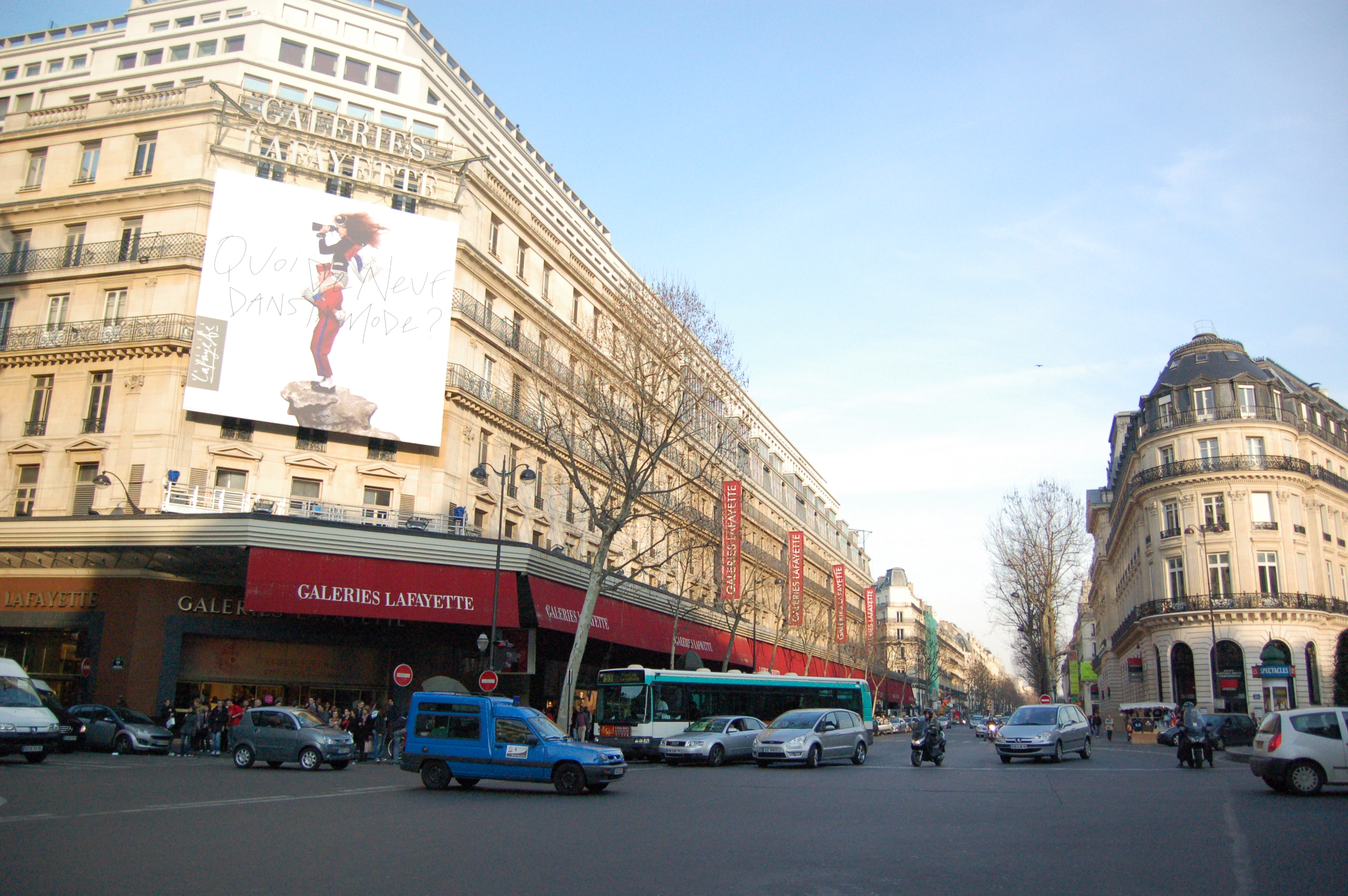
Galeries Lafayette